# Геновци
Гèновци е село в Северна България, община Габрово, област Габрово.

## География
Село Геновци се намира на около 7,5 km юг-югозападно от центъра на областния град Габрово, 22 km югоизточно от Севлиево и 3 km на юг-югозапад от квартал Гачевци на Габрово. Разположено е в източната част на Черновръшкия рид. Надморската височина във високия северозападен край на селото е около 690 m, а в ниския североизточен – около 625 – 630 m, като общият наклон на терена е приблизително на изток.
Общинският път, водещ до село Геновци, е южно отклонение при квартал Гачевци от третокласния републикански път III-4404, минаващо през село Пъртевци.

## История
През 1995 г. дотогавашното населено място колиби Геновци придобива статута на село..

## Население
Населението на село Геновци наброява 125 души при преброяването към 1934 г. и 6 към 1985 г., наброява 4 души (по текущата демографска статистика за населението) към 2019 г.
Преброяване на населението през 2011 г.
Численост и дял на етническите групи според преброяването на населението през 2011 г.:
|                     | Численост | Дял (в %) |
| Общо                | 4         | 100,00    |
| Българи             | 4         | 100,00    |
| Турци               | 0         | 0,00      |
| Цигани              | 0         | 0,00      |
| Други               | 0         | 0,00      |
| Не се самоопределят | 0         | 0,00      |
| Неотговорили        | 0         | 0,00      |